# Rose Matafeo
Rose Catherine Lettitia Matafeo ( /ˌmætəˈfeɪoʊ/; nacida el 25 de febrero de 1992)  es una comediante, actriz y presentadora de televisión de Nueva Zelanda. Fue escritora e intérprete del programa de comedia nocturno de Nueva Zelanda Funny Girls. En 2018, ganó el Premio de Comedia de Edimburgo al Mejor Show en el Edinburgh Fringe por su show Horndog.

## Primeros años
Matafeo creció en Ponsonby, Auckland, y asistió a la escuela secundaria para niñas de Auckland, donde fue directora. Tiene dos hermanos mayores. Su padre es samoano y su madre es de ascendencia escocesa y croata. Sus padres son rastafaris y pertenecen a la denominación de las Doce Tribus de Israel. Matafeo ha descrito su educación como "bastante relajada".
A los 15 años, Matafeo comenzó a hacer monólogos a través de la plataforma del programa "Class Comedians" del New Zealand Comedy Trust, y llegó a ganar el premio "Nailed It on the Night" en el New Zealand International Comedy Festival en 2007. Desde entonces ha sido habitual del festival.

## Carrera
Desde que se graduó del programa "Class Comedians", Matafeo ganó el premio al mejor actor revelación en el Festival Internacional de Comedia de Nueva Zelanda de 2010. Se convirtió en presentadora del popular programa del festival de comedia "Fanfiction Comedy" en 2012. Ha tenido éxito con sus programas de comedia en vivo en solitario en el festival: Life Lessons I've Learnt from the 60s Based on Things I've Seen on Television (2011), Scout's Honour (2012) y The Rose Matafeo Variety Hour (2013).
Matafeo ganó el premio Billy T, que reconoce el potencial de los comediantes emergentes de Nueva Zelanda, por The Rose Matafeo Variety Hour en 2013, habiendo sido nominada anteriormente por su programa Scout's Honor en 2012. Su show de 2014 en el festival se tituló Pizza Party. En 2015, realizó un show en dúo en el Edinburgh Fringe con Guy Montgomery titulado Rose Matafeo and Guy Montgomery Are Friends. El 25 de agosto de 2018, Matafeo ganó el Premio de Comedia de Edimburgo al Mejor Show en el Edinburgh Fringe, por su show Horndog, recogiendo un premio de £10 000. Fue la primera persona de color en ganar el prestigioso premio por una exposición individual, y la primera neozelandesa. Sólo otras cuatro comediantes solistas habían ganado el premio antes que ella.
Fue presentadora de televisión y presentadora de U Live, que se transmitió en el canal TVNZ U desde el 13 de marzo de 2011 hasta el 31 de agosto de 2013, cuando el canal llegó a su fin. Al terminar TVNZ U, asumió un nuevo papel como escritora de Jono and Ben at Ten, un programa satírico de noticias y sketches de comedia. Matafeo cocreó y protagonizó el programa de comedia de sketches de Nueva Zelanda Funny Girls durante tres temporadas desde 2015 hasta 2018. Ha interpretado el papel de Talia en la comedia de ABC Squinters desde 2018.
Matafeo apareció en Jon Richardson: Ultimate Worrier como investigador de temas preocupantes, y también apareció con Richardson en 8 Out of 10 Cats Does Countdown (T19, Ep1), para Channel 4 TV en enero de 2020. Fue concursante de la tercera temporada de House of Games de Richard Osman y de la novena serie de Taskmaster.
Después de haber estado de gira como comediante durante diez años, Matafeo dijo en 2018 que quería "tomarse un descanso de la comedia de una hora" y, en cambio, actuar más, escribir más y también dirigir. Matafeo pasó a ser directora de cinco episodios de la comedia televisiva neozelandesa de 2019 Golden Boy.
Matafeo tuvo su debut en la televisión estadounidense como comediante en el programa de entrevistas de Conan O'Brien, Conan, en TBS el 9 de mayo de 2019.
En 2019, Matafeo apareció en el programa Hypothetical on Dave de Josh Widdicombe.
Actualmente presenta el podcast Boners of the Heart con la comediante y escritora Alice Snedden en Little Empire Podcast Network. Fue invitada en el podcast The Guilty Feminist de Deborah Frances-White y en el podcast RHLSTP con Richard Herring.
En 2019, Matafeo dirigió cinco episodios de la primera temporada de Golden Boy, una sitcom neozelandesa para TV3. En 2020, regresó al set de Golden Boy en la segunda temporada como parte del elenco secundario.
En julio de 2020, Matafeo se unió a Guy Montgomery en el programa de comedia Tiny Tour of Aotearoa que viaja por Nueva Zelanda.
El 20 de agosto de 2020, se estrenó en HBO Max el especial de comedia Horndog de Matafeo.
En marzo de 2019, se anunció que Matafeo había sido elegida para protagonizar su primer largometraje, Baby Done, junto a su coprotagonista Matthew Lewis, conocido por su papel de Neville Longbottom en la serie de películas de Harry Potter. La película de comedia fue producida ejecutivamente por el director de Thor: Ragnarok y Hunt for the Wilderpeople, Taika Waititi y se estrenó en 2020.
En abril de 2021, Starstruck, una comedia romántica de seis capítulos creada y protagonizada por Matefeo, se emitió en la BBC (Reino Unido), HBO (EE. UU.), TVNZ (Nueva Zelanda) y ABC (Australia). Coescrito por Matafeo y Alice Snedden, el elenco incluía al actor Nikesh Patel, como el protagonista e interés amoroso Tom. El rodaje de la primera serie se retrasó debido a la pandemia de COVID; sin embargo, se encargó una segunda serie del programa incluso antes de que la primera serie comenzara a filmarse. En septiembre de 2023 se lanzó una tercera serie.
En 2023, Matafeo presentó como invitado el concurso británico Pointless.

## Vida personal
Matafeo vive parcialmente en Londres. Cuando se mudó por primera vez al Reino Unido en 2015, compartió un piso en Shepherd's Bush con el comediante Nish Kumar por un tiempo, antes de mudarse con su entonces novio, el comediante James Acaster. Matafeo estuvo en una relación con Acaster de 2014 a 2017.
Anteriormente salió con el comediante neozelandés Guy Williams.
Es fanática de Burt Bacharach y llamó a su gato "Bert Bachacat" en su honor.
Uno de los intereses de Matafeo son los videos de mukbang (en los que el presentador come grandes cantidades de comida mientras interactúa con la audiencia), por lo que en julio de 2018 decidió hacer su propio video de mukbang utilizando comida para llevar comprada en Double Happy Takeaways en Auckland. Apareció en The Spinoff.
Matafeo es partidaria del Partido Verde de Aotearoa Nueva Zelanda y estaba previsto que fuera la anfitriona del lanzamiento de su campaña para las elecciones generales de 2020, pero luego se le pidió que renunciara a su cargo. El Partido Verde dijo que esto se debió a una falta de comunicación dentro del partido.

## Filmografía

### Películas
| Año  | Título               | Papel          | Notas        |
| ---- | -------------------- | -------------- | ------------ |
| 2018 | The Breaker Upperers | Chica del pago |              |
| 2020 | Baby Done            | Zoe            | Protagonista |

### Televisión
| Año           | Título                                | Papel                                          | Notas                                                     |
| ------------- | ------------------------------------- | ---------------------------------------------- | --------------------------------------------------------- |
| 2010–2018     | 7 Days                                | Ella misma - miembro del equipo                | 11 episodios                                              |
| 2012          | Pocket Protectors                     | Sam (voz)                                      | Serie animada                                             |
| 2013          | Best Bits                             | Self - Co-host                                 | 4 episodios                                               |
| 2013          | Crumbs                                | Detective Tickleberry / Joan Cornfield (voces) | Serie animada                                             |
| 2013–2014     | Auckland Daze                         | Rose                                           | 2 episodios                                               |
| 2015–2018     | Funny Girls                           | Rose                                           | Protagonista (15 episodios). Escritora (1 episodio)       |
| 2017          | Climaxed                              | Hannah                                         | 1 episodio: "When He Can't Take the Hint"                 |
| 2017          | W1A                                   | Chloe                                          | 2 episodios                                               |
| 2017          | The Barefoot Bandits                  | Gelatina (voice)                               | Serie animada. 1 episodio: "Too Much Tumeke"              |
| 2018          | Temp                                  | Rose                                           | Miniserie. También escritora                              |
| 2018          | Jon Richardson: Ultimate Worrier      | Ella misma - Invitada                          | 4 episodios                                               |
| 2018–2019     | Squinters                             | Talia                                          | Protagonista (12 episodios)                               |
| 2019          | Hypothetical                          | Ella misma - Invitada                          | Serie 1, episodio 2                                       |
| 2019          | Taskmaster                            | Ella misma - Concursante                       | Serie 9, 10 episodios                                     |
| 2020          | Horndog                               | Ella misma                                     | Especial de comedia                                       |
| 2020          | Golden Boy                            | Ruth                                           | 7 episodios. También directora (5 episodios)              |
| 2020          | Richard Osman's House of Games        | Ella misma - Concursante                       | Serie 3, 5 episodios                                      |
| 2021          | Dead Pixels                           | Daisy                                          | 3 episodios: "Raid Boss", "Mission" and "Flanks/Yams"     |
| 2021          | Landscape Artist of the Year          | Ella misma - Concursante                       | Serie 7, episodio 9                                       |
| 2021–presente | Starstruck                            | Jessie                                         | Protagonista, creadora, escritora, 3 serie (18 episodios) |
| 2022          | Big Fat Quiz of the Year              | Ella misma - Jurado                            | Con Jonathan Ross                                         |
| 2023          | QI / QI XL                            | Ella misma - Jurado                            | Serie 19, episodio 5                                      |
| 2023          | Pointless                             | Ella misma - Copresentadora                    |                                                           |
| 2023          | The Great Stand Up to Cancer Bake Off | Ella misma - Concursante                       | Serie 6, episodio 1                                       |
| 2023–presente | Junior Taskmaster                     | Ella misma - Presentadora/Taskmaster           | [ 52 ]                                                    |